# Obyknovennoje tjudo (film fra 1964)
 For alternative betydninger, se Obyknovennoje tjudo. (Se også artikler, som begynder med Obyknovennoje tjudo)
Obyknovennoje tjudo (russisk: Обыкновенное чудо, da.: Et almindeligt mirakel) er en sovjetisk spillefilm fra 1964 instrueret af Erast Garin og Khesja Loksjina.
Filmen er en filmatisering af teaterstykket af samme navn fra 1954 skrevet af Jevgenij Schwartz.

## Medvirkende
- Aleksej Konsovskij
- Nina Zorskaja
- Oleg Vidov
- Erast Garin
- Nelli Maksimova